# Pontarachna cruciata
Pontarachna cruciata is een mijtensoort uit de familie van de Pontarachnidae. De wetenschappelijke naam van de soort is voor het eerst geldig gepubliceerd in 1912 door Hall.